# Пивний кран

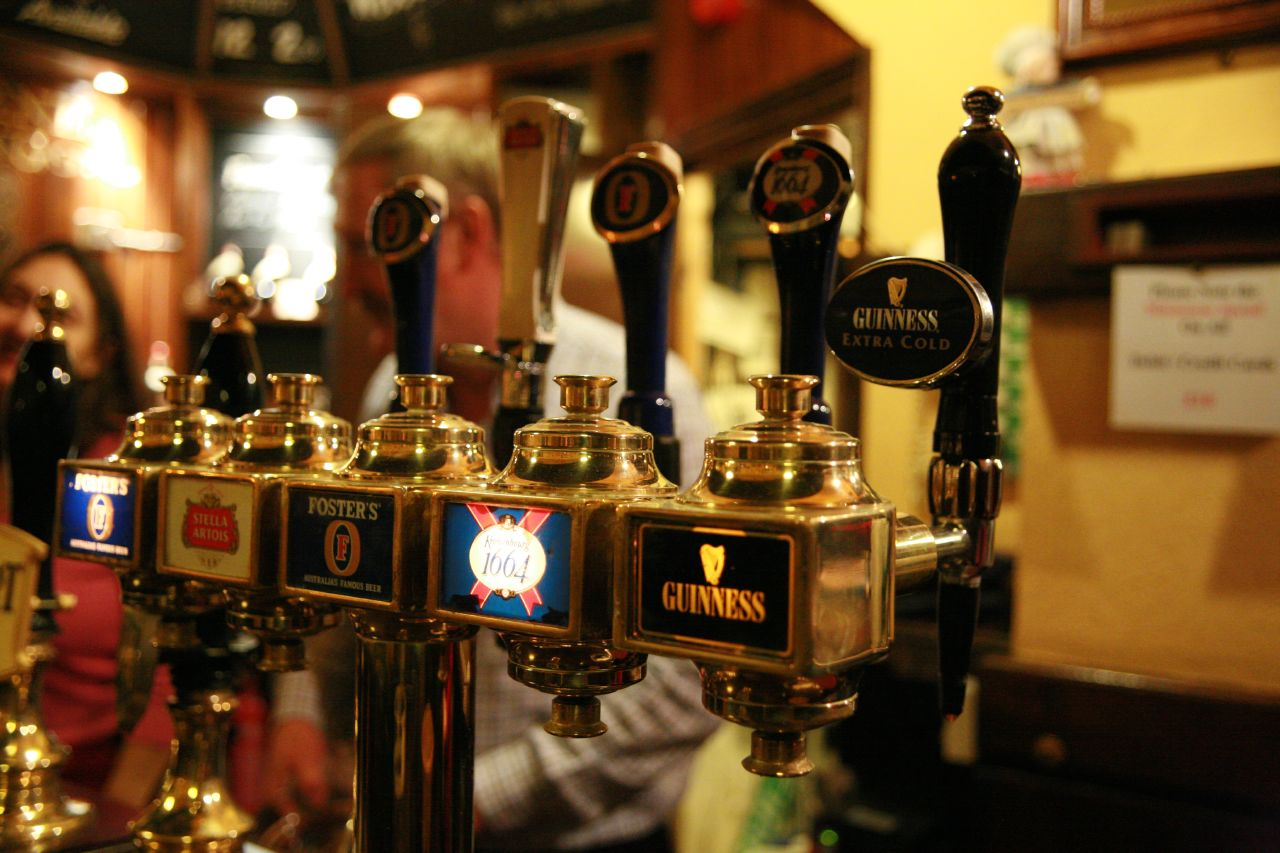
Набір розливного пива, що подається в крани.

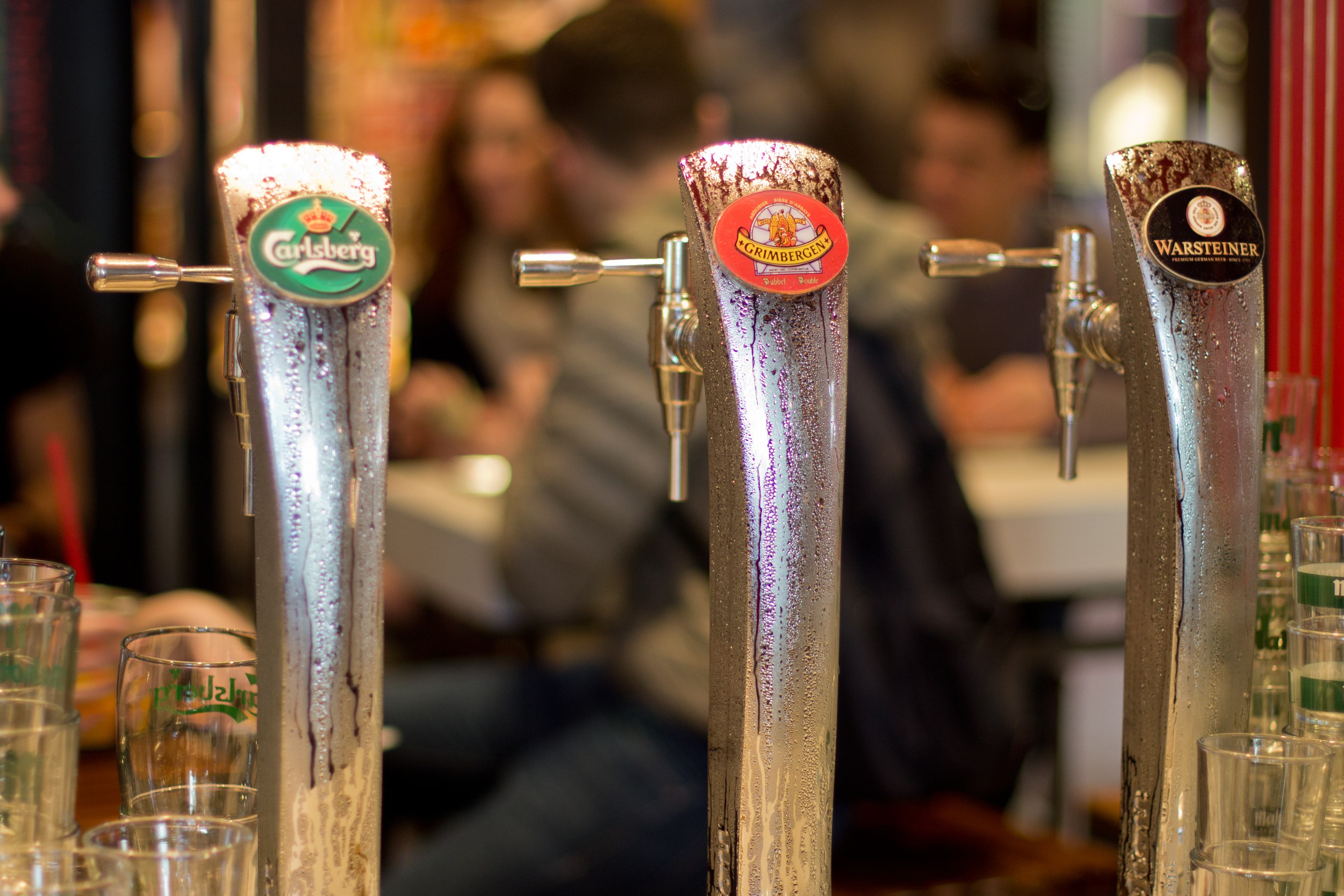
Три пивні крани.

Пивний кран — це клапан, а саме кран, для контролю випуску пива. У той час як інші види кранів можна назвати краном, вентилем або патрубком, використання крана для пива є майже універсальним. Слово спочатку було придумано для дерев'яного клапана в традиційних бочках. Пиво, яке подається з-під крану, здебільшого відоме як розливне пиво, хоча пиво, яке подають із бочки, частіше називають бочковим елем, тоді як пиво з бочки можна конкретно назвати пивом із бочки. Пивні крани також можна використовувати для подачі подібних напоїв, таких як сидр або довгі напої.
Існує багато різних типів і стилів кранів для пива чи бочок.